# NGC 3781
NGC 3781 est une galaxie lenticulaire située dans la constellation du Lion. NGC 3781 a été découverte par l'astronome français Édouard Stephan en 1881.

## Caractéristiques

### Distance
Sa vitesse par rapport au fond diffus cosmologique est de 7 001 ± 22 km/s, ce qui correspond à une distance de Hubble de 103,3 ± 7,2 Mpc (∼337 millions d'al).

### Brillance de surface
En raison d'une brillance de surface égale à 11,74  mag/am2, on peut qualifier NGC 3781 de galaxie présentant une brillance de surface élevée.

### Galaxie de Seyfert
Selon la base de données Simbad, NGC 3781 est une galaxie active de type Seyfert 2.